# Эль-Льяно (город, Агуаскальентес)
Эль-Льяно (исп. El Llano) — небольшой город в центральной части Мексики, на территории штата Агуаскальентес. Входит в состав муниципалитета Хесус-Мария.

## Географическое положение
Эль-Льяно расположен в центральной части штата, на расстоянии приблизительно 0,3 километра к северу от города Агуаскальентес. Абсолютная высота — 1861 метр над уровнем моря.

## Население
Согласно данным, полученным в ходе проведения официальной переписи 2005 года, в городе проживало 1880 человек (903 мужчины и 977 женщин). Насчитывалось 479 домов. По возрастному диапазону население распределилось следующим образом: 41,3 % — жители младше 18 лет, 53,2 % — между 18 и 59 годами и 5,5 % — в возрасте 60 лет и старше. Уровень грамотности среди жителей старше 15 лет составлял 98,8 %.
По данным переписи 2010 года, численность населения Эль-Льяно составляла 2571 человек. Динамика численности населения города по годам:
| 2000 | 2005 | 2010 |
| ---- | ---- | ---- |
| 1040 | 1880 | 2571 |